# Elwick, Northumberland
Elwick är en ort i civil parish Middleton, i grevskapet Northumberland i England. Orten är belägen 15 km från Wooler. Elwick var en civil parish 1866–1955 när det uppgick i Middleton. Civil parish hade 29 invånare år 1951.